# 陳肇鈞
陳肇鈞（Chan Siu Kwan Philip，1992年8月1日—），香港足球運動員，司職中場，於2023–24年度當選香港足球先生，現時效力香港超級聯賽球會和富大埔。

## 早年生活
2006年，於阿仙奴足球訓練班受訓的他獲巴西籍教練雅迪引薦，由父親出資保送到朗拿甸奴的母會甘美奧接受訓練一年。14歲的成為首位遠赴足球王國巴西受訓的香港青年球員，期間他獲朗拿甸奴胞兄阿斯斯邀請到其私人球場切磋球技，當時訓練營中的同窗包括後來的巴西國家足球隊成員的盧卡斯·利華和杜格拉斯·哥斯達等等。當時陳肇鈞受訓表現不俗，獲當地教練挽留，不過要從青年軍躋身當地著名球會甘美奧一隊並不容易，遂於留洋一年後回港。

## 球會生涯
2007年，陳肇鈞從巴西回港，他曾到甲組聯賽球會東方跟操一段時間。後來，他選擇跟隨香港青年代表隊教練李志堅，為地區球會深水埗於香港丙組(地區)聯賽中作賽，目標升上甲組。這支由年青球員為主組成的「堅家軍」終於2011年取得升上甲組聯賽的資格。
2011/12年度賽季，深水埗升上甲組聯賽後陳肇鈞正式成為職業足球員。雖然球隊在聯賽表現不理想，最後排名榜末需要降班。但他於仍憑藉對南華比賽中的搶眼表現，獲該隊邀請加盟，不過陳肇鈞選擇留隊而婉拒。
2012/13年度賽季，陳肇鈞隨大部份深水埗班底轉會由日資贊助的橫濱FC香港，他於大多數比賽中取得正選上陣機會。2013年7月，獲邀隨中超球會廣州富力跟操兩星期。
2013/14年度賽季，陳肇鈞加盟老牌球會南華。首季效力大球會的他只能於大部份時間充當後備，加上不時受傷，未能爭取到太多落場機會。
2014/15年度賽季，陳肇鈞在作客太陽飛馬的比賽中取得聯賽首個入球。該季他首度於亞洲賽上陣，並在亞協盃分組賽對陣馬來西亞球會彭亨的比賽中取得首個亞洲賽入球  ，球隊最後於半準決賽出局。季後，陳肇鈞在香港足球明星選舉中當選最佳青年球員。2017年6月，南華宣佈經重新檢視球隊近年發展後，決定來屆退出港超聯。
2017/18年度賽季，陳肇鈞與南華解決合約問題後以自由身身份加入東方龍獅，可是他僅為球隊上陣兩場，並不受到重用。他季中被外借到冠忠南區，並在1月14日對傑志的聯賽，於63分鐘後備入替，首度為南區上陣，結果協助南區以2–2賽和對手，其後他在1月20日對香港飛馬的聯賽，首度代表南區正選上陣並踢足全場，結果南區同樣以2–2賽和對手，直到4月14日作客R&F富力的聯賽，終取得加盟後的首個入球，協助南區以2–1勝出。球季完結後，陳肇鈞回歸東方龍獅。
2018/19年度賽季，陳肇鈞轉投由恩師李志堅執教的和富大埔。他於全季各項比賽合共取得10個入球和4個助攻。憑藉他的出色表現，該季和富大埔歷史性首度奪得香港超級足球聯賽冠軍。該季陳肇鈞當選港超聯12月最有價值球員，並於季後首度當選香港足球明星選舉最佳十一人，迎來他球會生涯的第一個高峰。
2019/20年度賽季，和富大埔因新一季班費縮減未能留住去屆冠軍團隊，陳肇鈞亦選擇離隊重投冠忠南區。
2020/21年度賽季，陳肇鈞與南區新任主教練列文產生矛盾，因而未獲在聯賽中註冊。2021年3月，陳肇鈞與冠忠南區解約加盟標準流浪。 加盟後陳肇鈞立即成為球隊中場要員並連續替球隊上陣5場港超賽事。2021年5月16日，港超聯第三循環護級組賽事晉峰對標準流浪，陳肇鈞攻入其加盟後首個入球。
2021/22年度賽季，陳肇鈞加盟港超班霸球會傑志。受新冠疫情影響，香港足球自2022年初停擺，最後聯賽遭腰斬。他隨傑志赴泰國參加亞冠盃分組賽賽事，並在對陣神戶勝利船的比賽中後備入替，球隊最後歷史性出線亞冠盃淘汰賽。他全季上陣僅10次，射入3球。因不在球隊的來季計畫內，他於季後離隊。
2022/23年度賽季，陳肇鈞離開傑志後，出現職業生涯危機。他因未有球會提出合適待遇而賦閒近半季，期間曾到香港U23跟操，以維持比賽狀態。2023年1月，陳肇鈞選擇加盟位處聯賽榜榜末的晉峰。季後，於香港足球明星選舉中獲得「球員之星」獎項。
2023/24年度賽季，陳肇鈞回歸大埔，與主教練李志堅再度合作。他於全季各項比賽合共取得10個入球和5個助攻，當中多個入球為關鍵入球，協助大埔奪得該季聯賽亞軍。季後，陳肇鈞憑藉於球會和香港隊的出色表現於香港足球明星選舉中榮膺香港足球先生，並再次成為最佳十一人，另外亦獲得「港超聯最佳港隊球員」及「最受球迷歡迎球星」獎項。
2025年3月1日，足總盃八強賽事，陳肇鈞職業生涯首度連中三元，協助大埔以3：2擊敗傑志。2024/25年度球季，陳肇鈞儘管在季尾受傷，但無阻大埔再度奪得香港超級足球聯賽冠軍。

## 國際賽生涯

#### 青年隊和奧運隊時期
2011年11月，陳肇鈞代表香港U18在旺角大球場重建後第一場友誼賽中對陣俄羅斯U18，並取得一個入球。
2014年9月，陳肇鈞獲選入香港U22，出戰仁川亞運會足球比賽，期間他在對分組賽最強對手烏茲別克的比賽中，憑藉個人技術以1敵4下擺脫烏茲別克球員起腳射入，協助香港以1–1迫和對手，成為其職業生涯早期代表作。隨後，他再於9月18日對阿富汗的第二場分組賽，於禁區內左腳抽射破網，協助香港最終以2–1勝出。陳肇鈞在亞運足球比賽中全勤上陣，是香港繼去屆亞運再度晉身淘汰賽的主要功臣之一。

#### 大港腳
2014年10月，陳肇鈞憑藉於亞運會的出色表現，首度獲金判坤選入香港足球代表隊，可惜他於兩場分別對陣新加坡和阿根廷的國際足球友誼賽中只能擔任後備，未能上陣。
2019年6月，剛贏得聯賽冠軍的陳肇鈞事隔近5年再度入選香港隊，於對中華台北的國際足球友誼賽中首度為球隊上陣。 同年9月至11月，他繼續入選香港隊，出戰2022年世界盃亞洲區外圍賽，但未能上陣。同年12月，入選2019年東亞足球錦標賽決賽週決選名單，並於對日本的比賽上場。
2022年6月，陳肇鈞代表香港出戰2023年亞洲盃外圍賽第三圈，於3場分組賽中均以後備身份入替。其中他在對陣柬埔寨的比賽中以一個「魚躍式」頭鎚取得代表「大港腳」的首個入球，協助球隊事隔54年後再次晉身亞洲盃決賽周。自安達臣上任香港隊教練後，陳肇鈞在球隊的角色越顯重要。2023年9月，他於對陣汶萊的國際足球友誼賽中梅開二度，協助球隊大勝10-0。
2023年12月，陳肇鈞入選亞洲盃香港隊決選名單。 2024年1月，他於3場亞洲盃分組賽中悉數以正選身份上陣，其中1月14日首場對陣阿聯酋的比賽射入抨平一球。該球是亞洲盃創辦以來第1000個入球，陳肇鈞名留史冊，是他的國際賽生涯目前最高峰時刻。

## 技術特點
早年加盟南華時期，陳肇鈞司職防中，受森巴足球訓練影響慣常於中場盤帶及控制節奏，但同時亦因身型單薄受限。其後加盟大埔被李志堅安排出任進攻中場甚至影子前鋒，憑藉其靈活走位及良好基本功，經常在中鋒掩護下取得入球，至今效力大埔時期已合共攻入超過三十球 。

## 球場以外
陳肇鈞生於香港，自幼便熱愛足球。陳肇鈞的父親為1986-1987年馬季香港冠軍騎師陳柏鴻，雖然陳肇鈞對騎馬亦有興趣，但最後沒有繼承父業，父親亦支持兒子在足球路上的發展。
陳肇鈞小學就讀於康樂園國際學校，初中就讀於法國國際學校，有學習過法語。2006年他抵達巴西後更開始學習葡萄牙語，所以他亦現時與球會的南美外援流利地溝通或作球隊翻譯。從巴西回港後，他就讀國際學校南島中學。
2011年，陳肇鈞透過運動員計劃升讀香港大學運動科學系，惟因為兼顧足球事業，他向校方提出由3年讀畢的課程延長至5年，直到2017年1月終於畢業。

## 榮譽
南華
- 香港高級組銀牌冠軍（2013–14季度）

大埔
- 香港超級聯賽冠軍（2018–19、2024–2025季度）

香港代表隊
- 港澳埠際賽冠軍（2012–2015）

個人
- 香港足球明星選舉 最佳青年球員（2014–2015季度）
- 香港足球明星選舉 明星十一人（2018–19、2023–2024、2024–2025季度）
- 香港足球明星選舉 球員之星（2022-2023季度）
- 香港足球明星選舉 最受球迷歡迎球星 （2023–2024、2024–2025季度）
- 香港足球明星選舉 港超聯最佳港隊球員 （2023–2024季度）
- 香港足球明星選舉 香港足球先生（2023–2024季度）

## 生涯統計

### 球會
最後更新：2024年7月22日
| 效力球會         | 球季     | 聯賽     | 聯賽 | 聯賽 | 足總盃賽 | 足總盃賽 | 高級組銀牌 | 高級組銀牌 | 聯賽盃/菁英盃 | 聯賽盃/菁英盃 | 亞洲賽事 | 亞洲賽事 | 總計 | 總計 |
| 效力球會         | 球季     | 聯賽     | 上陣 | 入球 | 上陣     | 入球     | 上陣       | 入球       | 上陣          | 入球          | 上陣     | 入球     | 上陣 | 入球 |
| ---------------- | -------- | -------- | ---- | ---- | -------- | -------- | ---------- | ---------- | ------------- | ------------- | -------- | -------- | ---- | ---- |
| 深水埗           | 2011–12  | 港甲     | 17   | 0    | 2        | 0        | 2          | 0          | 1             | 0             | –        | –        | 22   | 0    |
| 橫濱FC香港       | 2012–13  | 港甲     | 13   | 0    | 1        | 0        | 0          | 0          | –             | –             | –        | –        | 14   | 0    |
| 南華             | 2013–14  | 港甲     | 6    | 0    | 0        | 0        | 0          | 0          | –             | –             |          |          |      |      |
| 南華             | 2014–15  | 港超     | 10   | 1    | 1        | 0        | 1          | 0          | 2             | 0             |          |          |      |      |
| 南華             | 2015–16  | 港超     | 7    | 0    | 1        | 0        | 1          | 0          | 8             | 0             | 9        | 1        | 26   | 1    |
| 南華             | 2016–17  | 港超     | 18   | 2    | 4        | 1        | 1          | 0          | 0             | 0             | –        | –        | 23   | 3    |
| 東方龍獅         | 2017–18  | 港超     | 1    | 0    | –        | –        | 0          | 0          | 1             | 0             | 0        | 0        | 2    | 0    |
| 冠忠南區（外借） | 2017–18  | 港超     | 8    | 1    | 2        | 1        | –          | –          | –             | –             | –        | –        | 10   | 2    |
| 和富大埔         | 2018–19  | 港超     | 18   | 6    | 1        | 0        | 4          | 2          | 1             | 0             | 8        | 2        | 32   | 10   |
| 冠忠南區         | 2019–20  | 港超     | 12   | 1    | 1        | 0        | 1          | 0          | 8             | 1             | –        | –        | 22   | 2    |
| 標準流浪         | 2020–21  | 港超     | 14   | 2    | –        | –        | –          | –          | –             | –             | –        | –        | 14   | 2    |
| 傑志             | 2021–22  | 港超     | 2    | 2    | 2        | 0        | –          | –          | 5             | 1             | 1        | 0        | 10   | 3    |
| 晉峰             | 2022–23  | 港超     | 10   | 1    | –        | –        | –          | –          | 2             | 0             | –        | –        | 12   | 1    |
| 和富大埔         | 2023–24  | 港超     | 20   | 9    | 1        | 0        | 2          | 0          | 4             | 1             | –        | –        | 27   | 10   |
| 生涯總計         | 生涯總計 | 生涯總計 | 156  | 25   | 16       | 2        | 12         | 2          | 24            | 3             |          |          |      |      |

1. ↑  賽事受新型冠狀病毒大流行而取消
2. ↑  賽事受新型冠狀病毒大流行而取消
3. ↑  賽事受新型冠狀病毒大流行而腰斬，球隊只踢了4場聯賽'
4. ↑  賽事受新型冠狀病毒大流行而腰斬，球隊只踢了兩場比賽'
5. ↑  賽事受新型冠狀病毒大流行而停辦
6. ↑  賽事受新型冠狀病毒大流行而腰斬，球隊只踢了9場比賽'

#### 代表隊入球
|   | 日期       | 地點                             | 對手   | 入球 | 比數 | 比賽                            |
| - | ---------- | -------------------------------- | ------ | ---- | ---- | ------------------------------- |
| 1 | 2022-06-11 | 印度加爾各答, 加爾各答鹽湖體育場 | 柬埔寨 | 3:0  | 3:0  | 2023年亞洲盃外圍賽第三圈（D組） |
| 2 | 2023-09-11 | 香港大球場                       | 汶萊   | 7:0  | 10:0 | 國際足球友誼賽                  |
| 3 | 2023-09-11 | 香港大球場                       | 汶萊   | 8:0  | 10:0 | 國際足球友誼賽                  |
| 4 | 2024-01-14 | 卡塔爾多哈，哈利法國際體育場     | 阿聯酋 | 1:1  | 1:3  | 2023年亞洲盃決賽周小組賽（C組） |

## 外部連結
- 香港足球總會網站球員資料 （页面存档备份，存于）